# Mordellistenula longipalpis
Mordellistenula longipalpis es una especie de coleóptero de la familia Mordellidae.

## Distribución geográfica
Habita en Turquía.